# Идън Парк
„Идън Парк“ (на английски: Eden Park) е най-големият спортен стадион в Нова Зеландия, който се намира в гр. Оукланд.
Използва се от ръгби съюза през зимата и за крикет през лятото (повечето срещи от крикет лигата се провеждат на съседния стадион „Аутър Оувъл“).
Това е първият стадион, избран за домакин на 2 финала на турнира за Световната купа по ръгби – през 2011 и 1987 г.

## История
Районът на „Идън Парк“ е използван за спорт за първи път в началото на XX век. „Идън Парк“ е бил домът на крикета в Оукланд около 1910 г. Домакинствал е на много международни мачове.
„Идън Парк“ е домакинският стадион на новозеландския ръгби клуб „Блус“, както и на ръгби съюза в Оукланд до 1925 г.

## Реконструкция
Има капацитет 42 000 зрителски места за крикет и 47 000 места за ръгби състезания. Той е най-голямото спортно съоръжение в Нова Зеландия. След като стадионът е избран за домакин на финала на турнира за Световната купа по ръгби през 2011 г., започват подобрения по него, струващи 320 млн. новозеландски долара. След реконструкцията стадионът ще има 60 000 седящи места.

## Полезни връзки
- Официален уебсайт Архив на оригинала от 2008-12-05 в Wayback Machine.
- ALLBlacks.com
- Планове за реконструкция Архив на оригинала от 2008-10-17 в Wayback Machine.